# Zlatno, Zlaté Moravce
Zlatno este o comună slovacă, aflată în districtul Zlaté Moravce din regiunea Nitra. Localitatea se află la altitudinea de 330 m deasupra n.m., se întinde pe o suprafață de 15,37 km2 și în 2017 număra 216 locuitori.

## Istoric
Localitatea Zlatno este atestată documentar din 1038.

## Demografie
| An:                | 1994 | 2004    | 2014    | 2024    |
| ------------------ | ---- | ------- | ------- | ------- |
| Număr de persoane: | 289  | 254     | 225     | 200     |
| Diferență:         |      | −12,11% | −11,41% | −11,11% |

| An:                | 2023 | 2024   |
| ------------------ | ---- | ------ |
| Număr de persoane: | 190  | 200    |
| Diferență:         |      | +5,26% |